# Mississippi (állam)
Mississippi állam az Amerikai Egyesült Államok délkeleti részén helyezkedik el. Fővárosa, s egyben legnagyobb lélekszámú városa Jackson. Nevét a Mississippi folyó után kapta, amely végig az állam nyugati határán folyik. A folyó neve egy algonkin nyelv (az odzsibva) misi-ziibi szavából ered, jelentése „hatalmas folyó”. Az állam területének nagy részét erdőség borítja, amely mindenhol szorosan összeolvad a városokkal. Ez alól kivételt csak a Mississippi és Yazoo folyók összefolyásánál a Yazoo–Mississippi Delta néven ismert terület képez, amely egyben az állam kiváló minőségű termőfölddel rendelkező mezőgazdasági területe is. Halfarmjai látják el az Egyesült Államok piacait harcsával. Az állam jelképe a nagyvirágú liliomfa virága, amely az állam új, 2020-ban bevezetett zászlóján is szerepel.

## Földrajz
Mississippi állam határai északról Tennessee, keletről Alabama, délen Louisiana és a Mexikói-öböl keskeny partvonala, és nyugaton a Mississippi folyón túl Louisiana és Arkansas.
Fő folyói a Mississippi mellett a Big Black folyó, Pearl folyó, a Yazoo, a Pascagoula, és a Tombigbee. Fontos tavai a Ross Barnett víztározó,az Arkabutla tó, a Sardis tó és a Grenada tó.

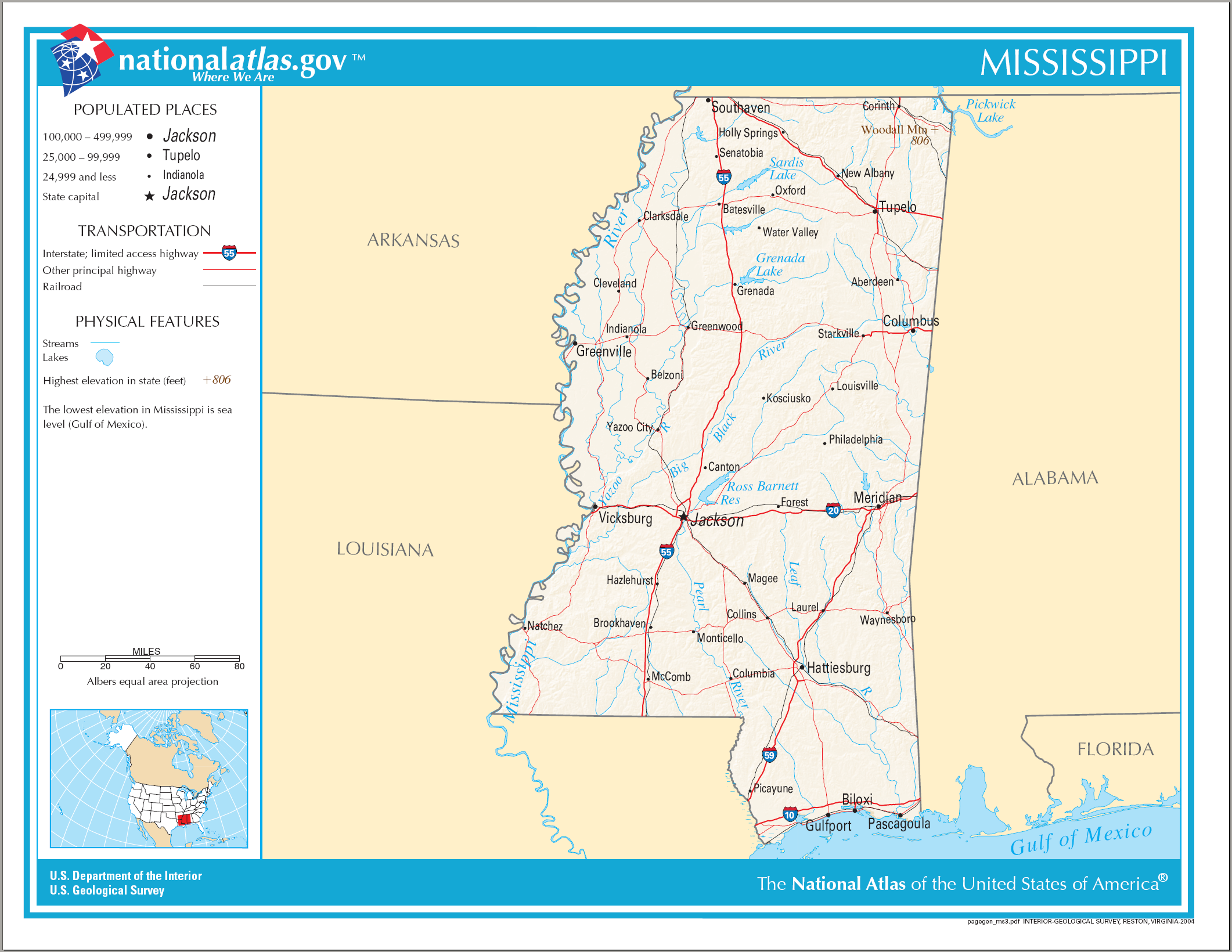
Mississippi térképe
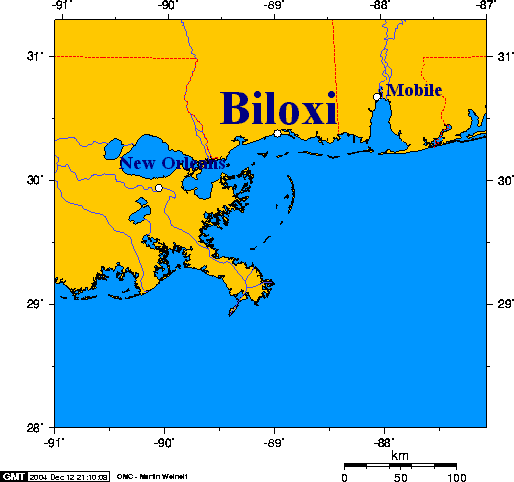
Mississippi állam parti része

Az egész állam területe mély alföld, legmagasabb pontja a Woodall Mountain, a Cumberland Mountains lába, a tengerszinttől számítva mindössze 246 méter magasan fekszik. A legalacsonyabb pontja a Mexikói-öböl mentén van. Az állam átlagos tengerszinttől számított magassága 91 méter.

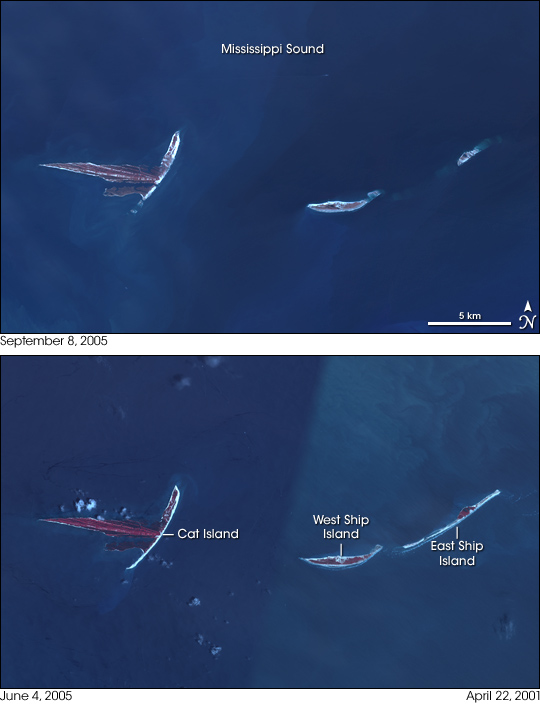
Mississippi Sound szigetei a Katrina hurrikán előtt és után

Mississippi legnagyobb része az East Gulf Coastal Plain. A Coastal Plain általában alacsony dombokból áll, mint például a Pine Hills délen és a North Central Hills. A Pontotoc Ridge és a Fall Line Hills az állam északkeleti részén található. Az állam nyugati részén a talaj sárgás-barna löszös, míg északkeleten termékeny fekete föld van, amely hasonló az alabamai Black Belt talajához. (Black Belt nevét a föld színéről kapta.) A partvonalon találhatunk több beugró öblöt, mint például a Bay St. Louis, a Biloxi és a Pascagoula. Ezeket a Mexikói-öböltől a sekély vizű Mississippi Sound választja el, amely több kis szigetet is rejt magában, mint például a Petit Bois Island, a Horn Island, az East és West Ship Islands, a Deer Island, a Round Island és a Cat Island.
Az állam északnyugati része a Mississippi Alluvial Plain, más néven a Mississippi Delta. A Mississippi Alluvial Plain délen szűk földsáv, amely déltől északra szélesedik. A régió talaja gazdag, részben hordalékos, amely az áradáskor rendszeresen újratöltődik.
Az állam nemzeti partkjai a National Park Service gondnoksága alá tartoznak:
- a Baldwyn közelében található Brices Cross Roads National Battlefield Site
- Gulf Islands National Seashore
- Natchez National Historical Park, Natchez
- Natchez Trace National Scenic Trail, Tupelo
- Natchez Trace Parkway
- Tupelo National Battlefield, Tupelo
- Vicksburg National Military Park and Cemetery, Vicksburg

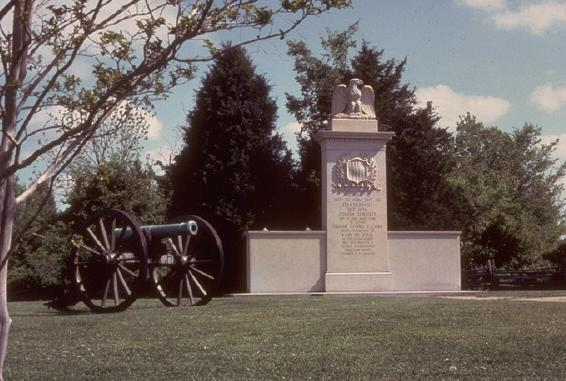
Brices Cross Roads National Battlefield Site
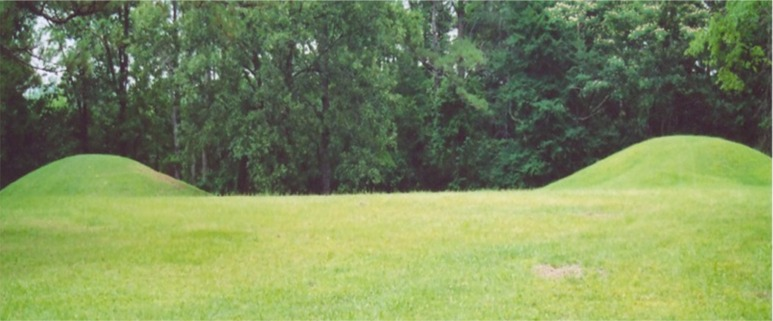
Natchez Trace National Scenic Trail, Mounds
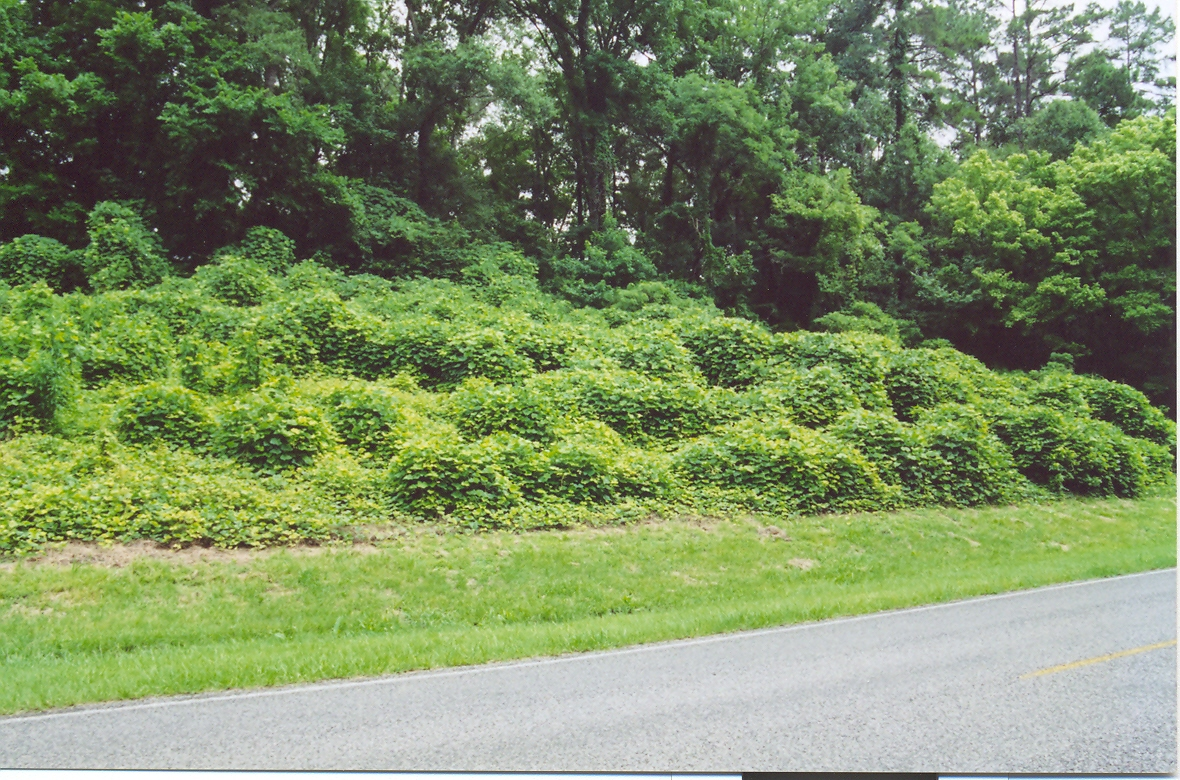
Natchez Trace National Scenic Trail
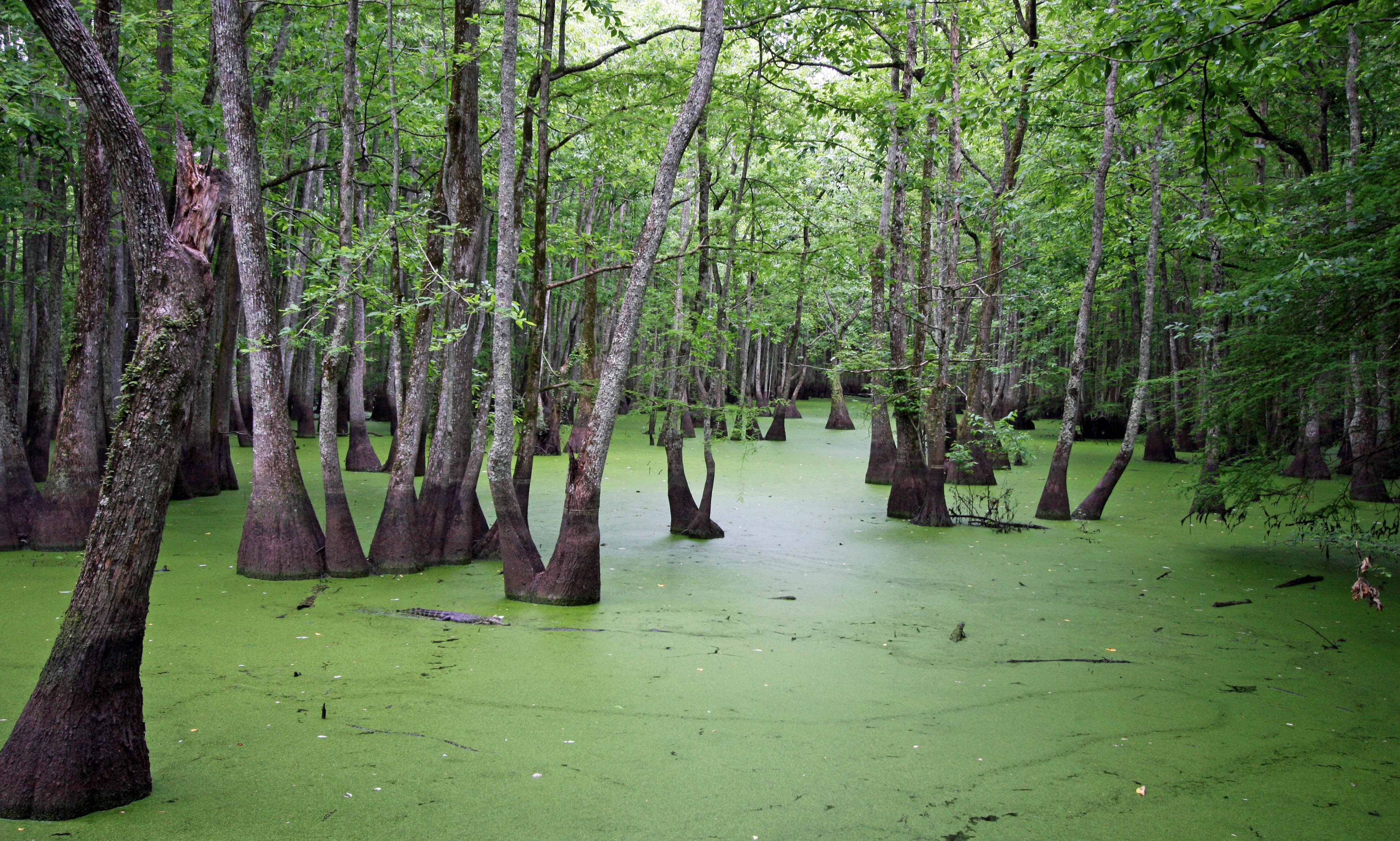
Mocsárvidék a Pearl folyó árterületén

## Éghajlat
Mississippi állam klímája párás szubtrópusi éghajlatú. A nyár hosszú, forró, a tél pedig rövid és enyhe. Az átlagos hőmérséklet júliusban 28 °C, januárban pedig 9 °C körül van. A hőmérséklet az állam különböző részein kissé eltér. A Mississippi Sound télen melegebb, mint az állam más területei. Az időjárás meglehetősen szélsőséges: Corinth-ban, az állam északkeleti részén az 1966-os évben -28,3 °C-ot, 1930-ban északon, Holly Springs-ben pedig 46,1 °C-ot mértek. Az éves csapadékmennyiség északról délre növekszik, s az öbölhöz legközelebb eső területek a legpárásabbak. Míg az állam északnyugati részén Clarksdale-nél évi kb. 1270 mm csapadékmennyiséget mértek, addig délen Biloxi környékén évi kb. 1550 mm csapadék is esett már. Időnként előfordul kis mennyiségű hó az állam északi és középső részén.
Július második felétől novemberig hurrikán szezon van, amely a Mexikói-öblön keresztül éri el a területet. A Katrina hurrikán 2005-ben több millió dolláros károkat okozott Mississippi partjainál Gulfport, Biloxi és Pascagoula városokban. Mélyen délen a trópusi viharok rendszeresek, különösen Mississippi déli részén. A hurrikánok, trópusi viharok mellett évente átlagosan 27 tornádóval számolhat az állam. Az elmúlt évek öt legpusztítóbb tornádói közül kettő Mississippi államot érte: délen Natchez és északkeleten Tupelo környékén.

## Történelem

### Korai történelem
Időszámításunk kezdete előtt megközelítőleg 10 000 körül, a paleo-indiánok jelentek meg ezen a területen. Az őslakosság vadászattal, halászattal és gyűjtögetéssel foglalkozott. Néhány ezer év után a paleo-indiánok összetett társadalmi és gazdasági közösséget hoztak létre, melyet a Mississippi kultúra néven ismerünk. Az általuk épített dombok mind vallásos ceremóniák, mind pedig a papok és főnökök temetkezési színhelyéül szolgáltak. Ezek a dombok végig a Mississippi és az Ohio völgyében megtalálhatók. Az eltelt több ezer év alatt több indián közösség élt itt, például a csikaszó és a csaktó törzsek. Nevüket a helyi települések őrzik, például Natchez, Yazoo, és Biloxi.

### Az európaiak megjelenése
Az első európai expedíciót a Mississippi völgy területére 1539-ben Hernando de Soto vezette. A következő évben a felfedezők az indiánokkal harcba keveredtek, melyet a korszerűbb fegyverek döntöttek el, mindez lehetővé tette további előrenyomulásukat nyugat felé. Májusban elérték a Mississippi folyót, innen tovább haladtak, majd visszafordultak. De Soto megsebesült, ezért a későbbi Nanchez város területén telepedtek le, ahol rövidesen belehalt sérüléseibe, csapata pedig visszavonult. Ezután sokáig az indiánok háborítatlanul éltek.

### Első állandó települések
A franciák északról érkeztek. Marquett expedícióját Joliot, majd La Salle expediciója követte. La Salle északról délre hajózva 1782-ben eljutott a Mississippi torkolatáig. Útja során megkezdte a francia erődök láncolatának kiépítését. Az első állandó települést a franciák hozták létre Fort Maurepas néven, a mai Ocean Spring területén, s Pierre Le Moyne d'Iberville is letelepedett itt 1699 áprilisában. 1716-ban alapították Fort Rosalie-t (a mai Nachez területén, a Mississippi folyó partján), amely fontos kereskedelmi központ volt. A francia-indián háború után 1763-ban a terület a brit gyarmati kormány fennhatósága alá került.

### A szövetségi állam kialakulása, és előzményei

Az állam zászlaja 2020 előtt

#### Mississippi Territory
1798. április 7-én létrejött a Mississippi Territory, ekkor Georgia és Dél-Karolina engedett át területeket. Ezután még kétszer bővítették a Mississippi Territory-t. A területre igényt tartott az Egyesült Államok és Spanyolország is. Az Egyesült Államok (egyenlőtlen szerződésben) 1800 és 1830 között megvásárolta a területeket az indián törzsektől.
1817. december 10-én Mississippi huszadikként csatlakozott az Unióhoz.

#### A déli állam
Az 1850-es években a gyapot jelentősége megnőtt, az ültetvényesek – főleg a Delta és a Black Belt területeken – hatalmas vagyonra tettek szert. 1860-ban az állam lakosainak száma 791 305 fő volt, melyből  436 631 fő (a teljes lakosság  55%-a) rabszolga volt. Csak kb. 1000 színes bőrű volt szabad.
Mississippi 1861. január 9-én kivált az Unióból, s másodikként csatlakozott a Konföderációhoz. A polgárháború utáni időszakban az állam katonai közigazgatás alá került hosszú időre, majd a déli ellenállás fő fészke lett.
Mississippi 1870. február 23-án csatlakozott ismét az Unióhoz.
A függetlenségi háború előtt a Mississippi Delta gazdag vidékének csak 10%-át vették művelés alá, így a függetlenségi háború után ezrével érkeztek telepesek erre a vidékre. Az új farmerek között felszabadított rabszolgák is voltak. Az 1870-es és 1880-as években sok afro-amerikai szerzett földtulajdont.
A fehér telepesek 1890-ben új alkotmányt hoztak létre, melyben megfosztották a feketéket és a szegény fehéreket a szavazati jogaiktól. Kb. 100 000 feketét és 50 000 fehéret érintett az új alkotmány. A politikai jogfosztottság következtében a fekete farmerek nem juthattak hitelhez. Az 1890-es években nem voltak ritkák a feketék sérelmére elkövetett lincselések.

### Huszadik század
A gyapot jelentőségének csökkenése, az 1912-1913-as árvizek válságos helyzetet idéztek elő. Sokan elvesztették földjüket, s az új tulajdonosok fehérek lettek.
Ekkor indult meg a nagy emigráció délről az iparosított észak felé. Az 1940-es évektől az afro-amerikaiak ismét nagy számban hagyták el a déli államokat, így Mississippit is. Ez az elvándorlás nagyjából az 1970-es évekig tartott.

## Gazdaság
A gyapot monokultúrás gazdálkodása ugyan alaposan tönkretette a különben jó termőtalajt, de azóta már megindult a talajerő tudatos újjáteremtése, s a különböző mezőgazdasági növények (rizs, takarmányfélék, szójabab, gabona, cukornád) termesztésével egészséges mezőgazdaságot teremtettek. Az állam sűrű erdői alapul szolgálnak a fakitermelésnek. A partmenti területek iszaposak, de alkalmasak halászatra, halgazdaságok létrehozására. Gazdasága a mezőgazdaságon alapul, de egyre több olyan nyersanyagot tárnak fel, amelyet felhasználhatnak a vegyiparban és az építőiparban. A fa- és papíripar is ígéretesnek bizonyul. Az jövedelmek azonban mélyen az országos átlag alatt vannak.

## Népesség
A 2005. évi becslések alapján Mississippi lakosainak száma 2 921 088 fő volt, mely az előző évhez viszonyítva 0,7%-os (76 432 fős) növekedést jelent. Ez a becslés tartalmazza a természetes népszaporulatot is (228 849 születés, 148 116 halálozás). A más országokból emigráltak mintegy 10 578 fővel növelték az állam lakosainak számát. Az Egyesült Államokon belül ebben az államban élnek legnagyobb arányban afroamerikaiak, akik Mississippi lakosságának 37%-át teszik ki.

## Megyéi
- Adams
- Alcorn
- Amite
- Attala
- Benton
- Bolivar
- Calhoun
- Carroll
- Chickasaw
- Choctaw
- Claiborne
- Clarke
- Clay
- Coahoma
- Copiah
- Covington
- DeSoto
- Forrest
- Franklin
- George
- Greene
- Grenada
- Hancock
- Harrison
- Hinds
- Holmes
- Humphreys
- Issaquena
- Itawamba
- Jackson
- Jasper
- Jefferson
- Jefferson Davis
- Jones
- Kemper
- Lafayette
- Lamar
- Lauderdale
- Lawrence
- Leake
- Lee
- Leflore
- Lincoln
- Lowndes
- Madison
- Marion
- Marshall
- Monroe
- Montgomery
- Neshoba
- Newton
- Noxubee
- Oktibbeha
- Panola
- Pearl River
- Perry
- Pike
- Pontotoc
- Prentiss
- Quitman
- Rankin
- Scott
- Sharkey
- Simpson
- Smith
- Stone
- Sunflower
- Tallahatchie
- Tate
- Tippah
- Tishomingo
- Tunica
- Union
- Walthall
- Warren
- Washington
- Wayne
- Webster
- Wilkinson
- Winston
- Yalobusha
- Yazoo

## Városai
Főbb városainak felsorolása:
- Biloxi

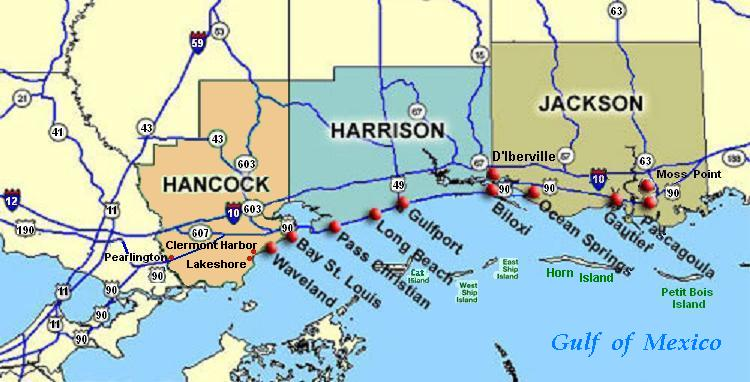
Partmenti városok

- Canton, Clarksdale, Cleveland, Clinton, Columbus, Corinth
- Greenville, Gulfport, Gulfport
- Hattiesburg
- Jackson
- McComb, Moss Point, Meridian, Natchez
- Oxford
- Pascagoula, Pearl
- Southaven, Starkville
- Tupelo
- Vicksburg

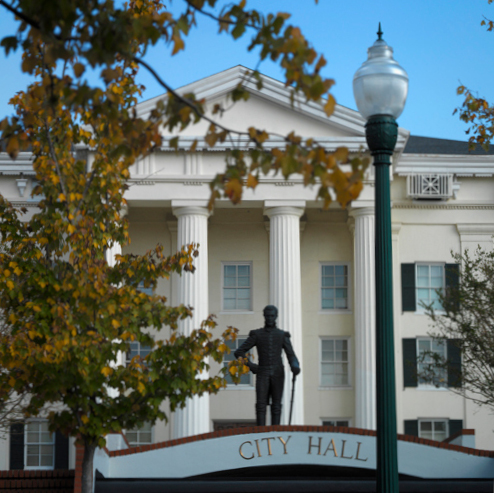
Jackson, Városháza
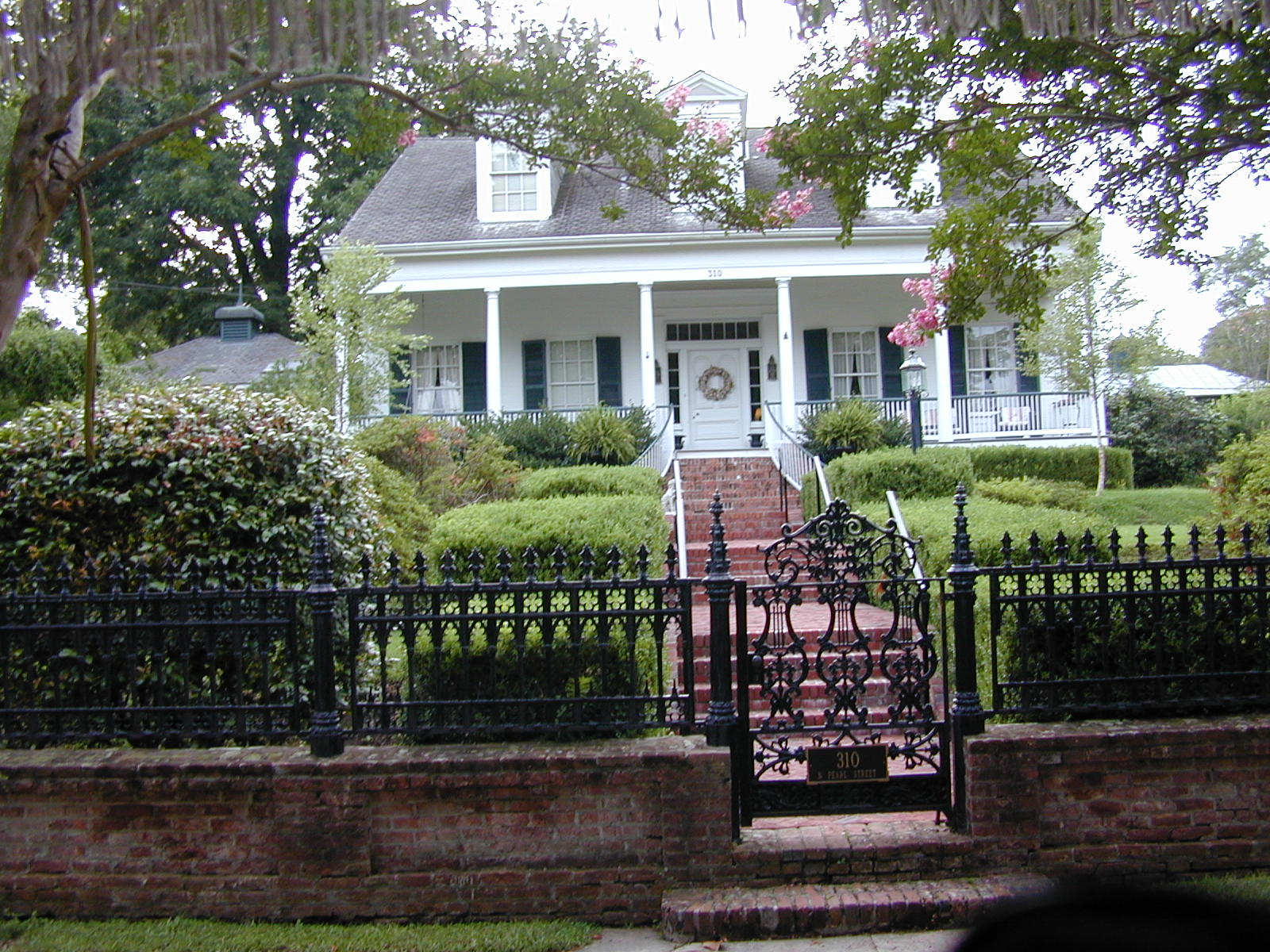
Nannchez, antebellum ház
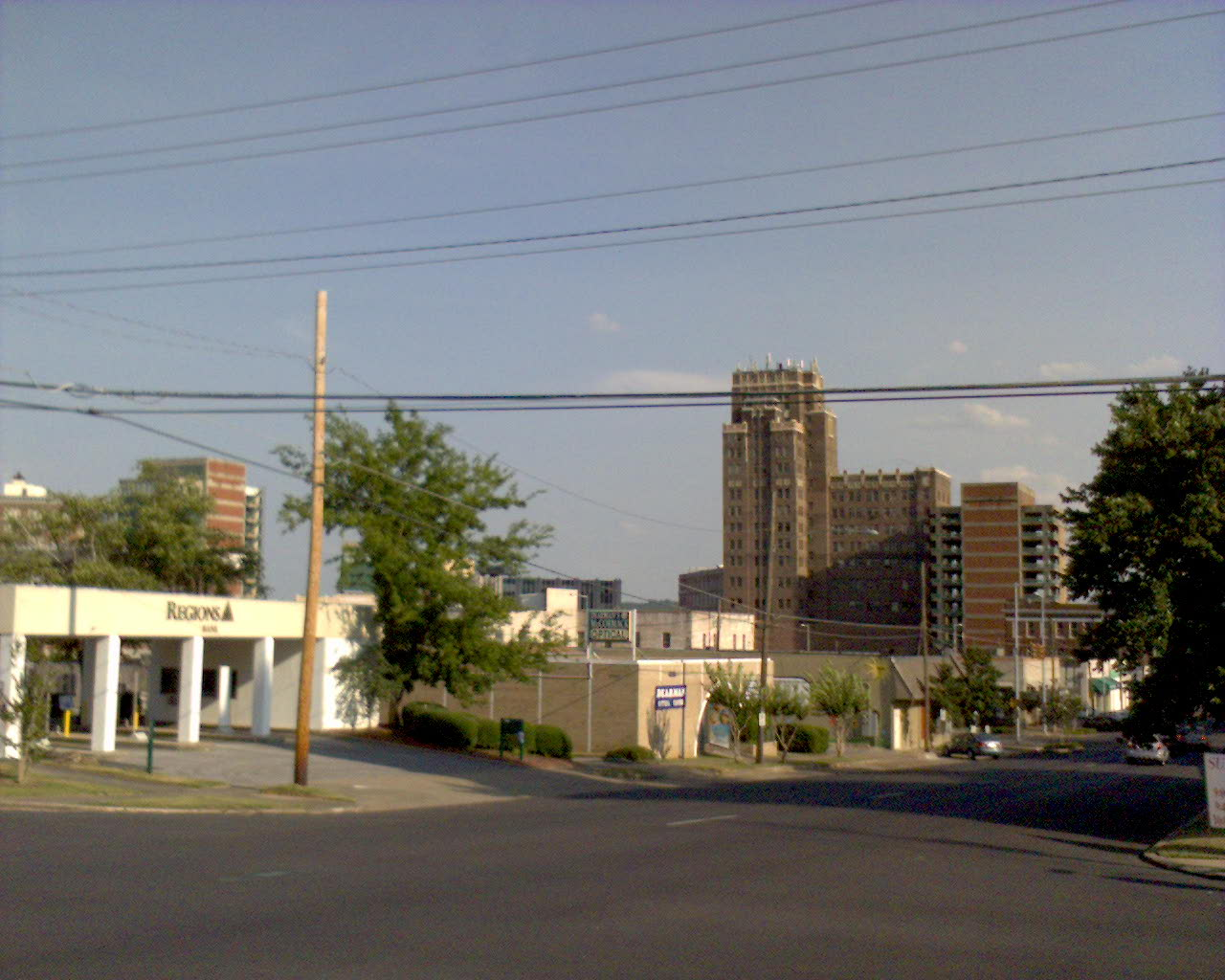
Meridian
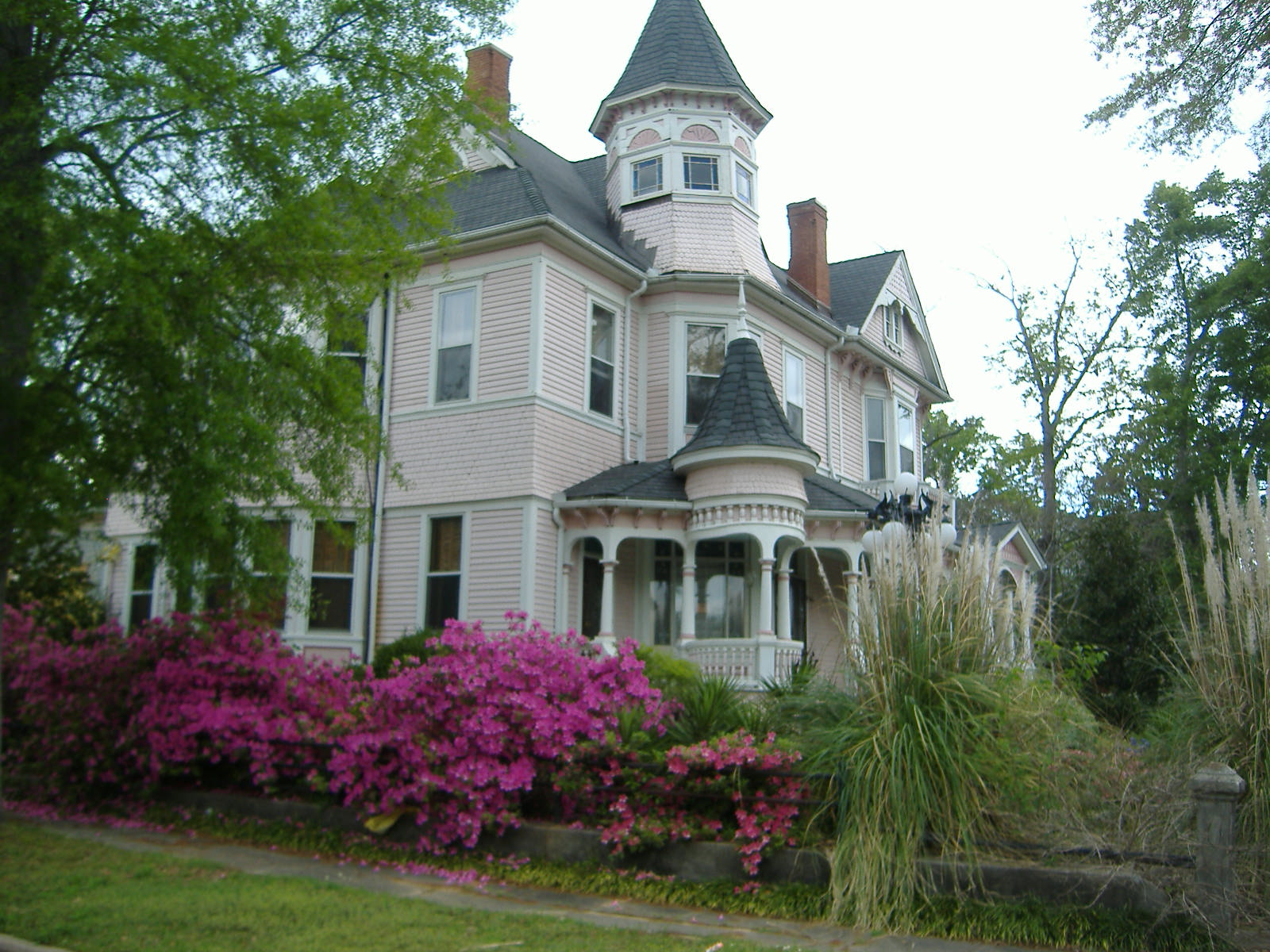
Meridian, Eldon ház